# László Nemes
László Nemes (Budapest, 18 febbraio 1977) è un regista e sceneggiatore ungherese.
Con il suo film di debutto Il figlio di Saul  ha vinto il Grand Prix Speciale della Giuria al Festival di Cannes 2015, il premio Golden Globe per il miglior film straniero e il premio Oscar nella medesima categoria. E sempre per Il figlio di Saul ha ottenuto anche il David di Donatello per il miglior film dell'Unione Europea nel 2016.

## Filmografia

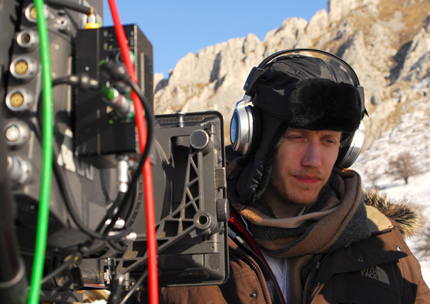
László Nemes su un set

### Cortometraggi
- Türelem (2007)
- The Counterpart (2008)
- Az úr elköszön (2010)

### Lungometraggi
- Il figlio di Saul (Saul fia) (2015)
- Tramonto (Napszállta) (2018)